# Henri Bouilhet
Henri Bouilhet (29 janvier 1830 à Paris - 21 septembre 1910 à Villerville (Calvados)), est un ingénieur chimiste et un industriel français, diplômé de l'École centrale des arts et manufacture.

## Biographie
Henri Bouilhet est le neveu et beau-frère de Charles Christofle, fondateur de la prestigieuse maison d'orfèvrerie Christofle. Il est diplômé de l’École centrale en 1851.
Chez Christofle, il met au point la technique de la galvanoplastie, dont le musée des arts décoratifs de Paris possède de nombreux exemples. En 1910, il est nommé président de l’Union Centrale des Arts décoratifs dont il est membre fondateur. On lui doit l'entrée au musée des Arts décoratifs d'un surtout de table ayant appartenu à Napoléon III. Retrouvé dans les ruines du Palais des Tuileries incendié en 1871, il a été racheté par la manufacture puis donné au musée des Arts décoratifs par Paul Christofle et Henri Bouilhet.
Son fils André (1866-1932) et son petit-fils Tony (1897-1984) poursuivront son œuvre.
Il est inhumé au côté de son fils dans le caveau de X. B. Saintine, dans le cimetière portant son nom, qui est situé sur la commune de Marly-le-Roi (Yvelines), dont il fut conseiller municipal.

## Distinctions
- Officier de la Légion d'honneur (1878)[5]